# Calembourg
Pour les articles ayant des titres homophones, voir Calambour et Calembour.
Calembourg (anciennement Kalembourg) est un hameau et une ancienne commune française de la Moselle, rattachée à celle de Laumesfeld en 1811.

## Géographie
Ce hameau se situe à l'ouest de Laumesfeld et au sud-est de Sierck-les-Bains, dans le pays de Sierck.
Le ruisseau de Waldweistroff coule au nord de Calembourg.

## Toponymie
- Kebelemberg (1431)[1], Callembourg aliàs Bury Lumersfeldt (1571)[1], Kalemburg et Bury (1594)[1], Kallenbourg (1625)[1], Kallembour (XVIIIe siècle)[1], Callembourg et Callambourg (1726)[1], Kalembourg (1793[2], 1801[2], 1817[3], 1844[4]).
- En francique lorrain : Kalebuerg et Buersch[5].

## Histoire
Ancien castellum romain, dont il reste des traces encore apparentes au XIXe siècle. Celui-ci a été construit sous le règne d’Antonin Pie, car un grand nombre de médailles de ce prince et de Faustine mère y ont été recueillies.
Calembourg dépendait de la cour de Perl et de la prévôté de Sierck. Sur le plan spirituel, ce hameau était une annexe de la paroisse de Laumesfeld du diocèse de Trèves.
La commune de Calembourg est réunie à celle de Laumesfeld le 6 juin 1811.

## Démographie
| 1793 | 1800 | 1806 |
| ---- | ---- | ---- |
| 178  | 130  | 157  |

En 1817, il y a 165 habitants répartis dans 24 maisons et en 1844, il y a 188 personnes réparties dans 26 maisons.

## Lieux et monuments
Chapelle de la Sainte-Trinité, datant de la 2e moitié du 19e siècle. En 2017, cet édifice a été reproduit en fève de galette des rois.